# صموئيل بينغ
صموئيل بينغ (بالفرنسية: Samuel Bing )‏ (و. 1838 – 1905 م) هو جامع تحف، من فرنسا، ولد في هامبورغ، توفي عن عمر يناهز 67 عاماً.

## جوائز
حصل على جوائز منها:
- وسام جوقة الشرف من رتبة فارس (12 يوليو 1890).

## روابط خارجية
- صموئيل بينغ على موقع الموسوعة البريطانية (الإنجليزية)